# Willem Gevers (Diplomat, 1856)

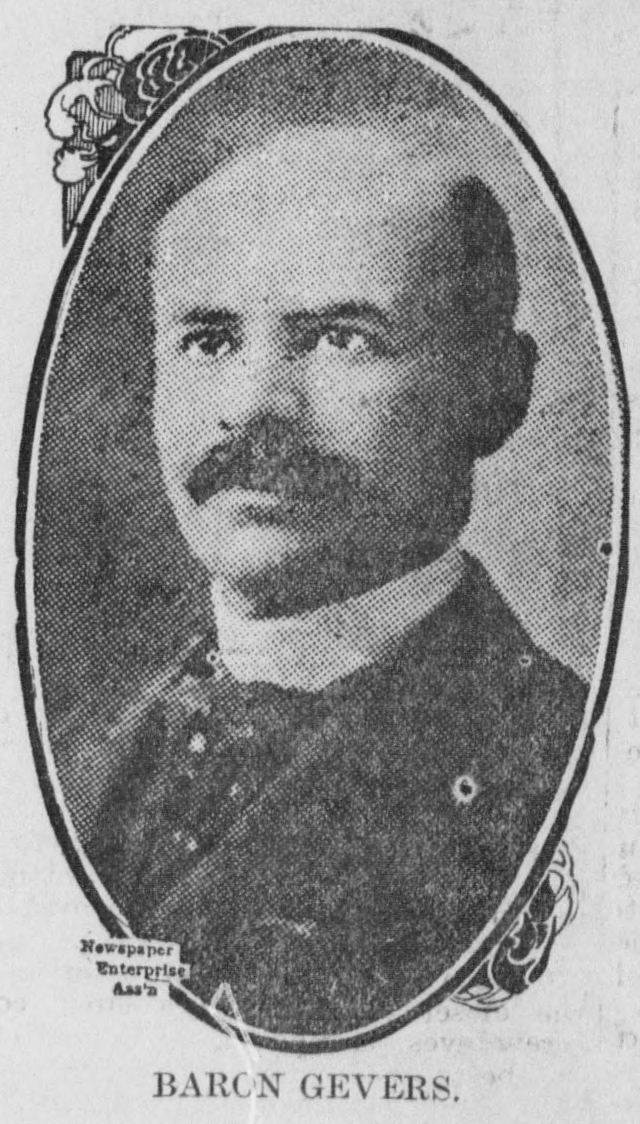
Baron Gevers, 1904

Willem Alexander Frederik Baron Gevers (* 24. August 1856 in Sankt Petersburg; † 1. Oktober 1927 in Bern) war ein niederländischer Diplomat.
Gevers war der Sohn von Johan Cornelis Baron Gevers (1806–1872), langjähriger niederländischer Botschafter in Sankt Petersburg, und Catherine Mary Wright (1823–1908), der einzigen Tochter des US-Senators William Wright, der zunächst scharf gegen die Ehe opponierte. Gevers hatte noch eine Schwester, Catherine, die spätere Baroness von Furth.
Gevers studierte in Bonn, wohin seine Mutter nach dem Tod ihres Mannes 1872 übergesiedelt war.
Von 1900 bis 1904 war Gevers „außerordentlicher Gesandter und bevollmächtigter Minister“ der Niederlande in Washington, D.C. und von 1906 bis 1927 amtierte er als niederländischer Gesandter in Berlin. Gevers heiratete am 14. April 1910 Gijsberta Johanna Anna Adolphina van den Bosch (1883–1952), die Tochter des Gesandten Willem Joannes Petrus van den Bosch und der Baroness Anna Elisabeth Rijnarda van Hardenbroek. Das Paar hatte zwei Söhne, Willem Johan Gijsbert, geboren am 11. Januar 1911, und Maximilian Edward, geboren am 31. Mai 1912, jeweils in Berlin.
Gevers war auch Kammerdiener von Königin Wilhelmina. Die Gesandtschaft des streng monarchisch gesinnten Gevers in Berlin wurde nach 1918 zu einem der Sammelpunkte der ehemaligen Angehörigen der kaiserlichen Hofgesellschaft.